# Nu klingar fåglarnas morgonvisa
Nu klingar fåglarnas morgonvisa är en svensk psalm med fyra verser som skrevs 1920 av Carl Boberg. Musiken är komponerad 1925 av Johan Filip Ahlzén.

## Publicerad i
- Svenska Missionsförbundets sångbok (1951) nr 677, under rubriken "Dagar och tider - Morgon".[1]

### Fotnoter
1. 1 2   Sånger och psalmer musik och text : för enskilt och offentligt bruk. Stockholm: Missionsförb. 1951. Libris 3387612